# Igreja de Santiago (Cuéllar)
A igreja de Santiago foi um templo católico localizado na vila de Cuéllar (Segovia) construído em estilo mudéjar, do que se conserva o abside, a torre e o muro norte da nave central. É habitualmente conhecida como a igreja dos cavaleiros, por ter sido a sede da Casa das Linhagens de Cuéllar.
Aparece documentada pela primeira vez no ano 1244, e seu aspecto original reflete-se em fotografias do século XIX, onde se aprecia um templo de três naves, com pórtico ao lado sul e a torre na zona dos pés que servia ao mesmo tempo como torre defensiva do arco de Santiago, uma das portas da muralha de Cuéllar.
Durante a segunda década do século XX sofreu uma grande deterioração que derrubou a igreja parcialmente, até que seus restos foram reabilitados em 1987, recuperando o abside mudéjar e restos de uma das naves laterais. Durante sua restauração descobriram-se enterros anteriores à construção da igreja, bem como decoração com motivos geométricos no interior do abside e num dos arcos de acesso à nave lateral.
O abside forma-se mediante um trecho recto e uma cabeceira semicircular, todo isso com arcadas cegas de tijolo, simples ou dobradas.